# Европско првенство у атлетици у дворани 1974 — скок увис за жене
Такмичење у скоку увис у женској конкуренцији на 5. Европском првенству у атлетици у дворани 1974. одржано је 10. марта 1974. године у дворани Скандинавијум у Гетеборгу, Шведска.
Титулу европске првакиње освојену на Европском првенству у дворани 1973. у Ротердаму није бранила Јорданка Благоева из Бугарске.

## Земље учеснице
Учествовало је 14 атлетичарки из 10 земаља.
1. Данска (1)
2. Западна Немачка (1)
3. Италија (1)
4. Источна Немачка (2)
5. Норвешка (1)
6. Румунија (2)
7. Совјетски Савез (1)
8. Холандија (3)
9. Чехословачка (1)
10. Шведска (1)

## Рекорди
| Рекорди пре почетка Европског првенства у дворани 1974.     | Рекорди пре почетка Европског првенства у дворани 1974. | Рекорди пре почетка Европског првенства у дворани 1974. | Рекорди пре почетка Европског првенства у дворани 1974. | Рекорди пре почетка Европског првенства у дворани 1974. | Рекорди пре почетка Европског првенства у дворани 1974. |
| ----------------------------------------------------------- | ------------------------------------------------------- | ------------------------------------------------------- | ------------------------------------------------------- | ------------------------------------------------------- | ------------------------------------------------------- |
| Светски рекорд у дворани                                    | Јорданка Благоева                                       | Бугарска                                                | 1,92                                                    | Ротердам, Холандија                                     | 11. март 1973.                                          |
| Светски рекорд у дворани                                    | Рита Кирст                                              | Источна Немачка                                         | 1,92                                                    | Софија, Бугарска                                        | 17. фебруар 1974.                                       |
| Европски рекорд у дворани                                   | Јорданка Благоева                                       | Бугарска                                                | 1,92                                                    | Ротердам, Холандија                                     | 11. март 1973.                                          |
| Европски рекорд у дворани                                   | Рита Кирст                                              | Источна Немачка                                         | 1,92                                                    | Софија, Бугарска                                        | 17. фебруар 1974.                                       |
| Рекорди европских првенстава у дворани                      | Јорданка Благоева                                       | Бугарска                                                | 1,92                                                    | Ротердам, Холандија                                     | 11, март 1973.                                          |
| Рекорди после завршеног Европског првенства у дворани 1974. |                                                         |                                                         |                                                         |                                                         |                                                         |
| Нових рекорда није било.                                    |                                                         |                                                         |                                                         |                                                         |                                                         |

## Освајачи медаља
|                                |                               |                            |
| Роземари Вичас Источна Немачка | Милада Карбанова Чехословачка | Рита Кирст Источна Немачка |

## Резултати

### Финале
Због малог броја такмичарки није било квалификација, па су све учествовале у финалу.
| Пласман | Атлетичарка       | Земља           | Резултат | Белешка |
| ------- | ----------------- | --------------- | -------- | ------- |
|         | Роземари Вичас    | Источна Немачка | 1,90     |         |
|         | Милада Карбанова  | Чехословачка    | 1,88     |         |
|         | Рита Кирст        | Источна Немачка | 1,88     |         |
| 4.      | Корнелија Попеску | Румунија        | 1,86     |         |
| 5.      | Тамара Галка      | Совјетски Савез | 1,86     |         |
| 6       | Елен Мундингер    | Западна Немачка | 1,83     |         |
| 7       | Марија Ахлер      | Холандија       | 1,83     |         |
| 8       | Ан Ева Карлсон    | Шведска         | 1,80     |         |
| 9.      | Грит Ејструп      | Данска          | 1,80     |         |
| 10.     | Вирђинија Јоан    | Румунија        | 1,60     |         |
| 11.     | Сара Симеони      | Италија         | 1,75     |         |
| 12.     | Мирјам ван Лар    | Холандија       | 1,75     |         |
| 13.     | Кари Хеденстад    | Норвешка        | 1,75     |         |
| 14.     | Анемике Боума     | Холандија       | 1,70     |         |

## Укупни биланс медаља у скоку увис за жене после 5. Европског првенства у дворани 1970—1974.
|    | Земља           |   |   |   |    |
| -- | --------------- | - | - | - | -- |
| 1. | Источна Немачка | 2 | 2 | 2 | 6  |
| 2. | Чехословачка    | 1 | 1 | 1 | 3  |
| 3. | Бугарска        | 1 | 0 | 1 | 2  |
| 4. | Аустрија        | 1 | 0 | 0 | 1  |
| 5. | Румунија        | 0 | 1 | 1 | 2  |
| 6. | Совјетски Савез | 0 | 1 | 0 | 1  |
|    | Укупно {6}      | 5 | 5 | 5 | 15 |

|    | Атлетичарка       | Земља           |   |   |   |   |
| -- | ----------------- | --------------- | - | - | - | - |
| 1. | Милада Карбанова  | Чехословачка    | 1 | 1 | 1 | 3 |
| 2. | Рита Шмит         | Источна Немачка | 1 | 0 | 2 | 3 |
| 3. | Јорданка Благоева | Бугарска        | 1 | 0 | 1 | 2 |
| 4. | Рита Гилдемајстер | Источна Немачка | 0 | 2 | 0 | 2 |
| 5. | Корнелија Попеску | Румунија        | 0 | 1 | 1 | 2 |